# Ctenophthalmus truncatus
Ctenophthalmus truncatus är en loppart som beskrevs av Hastriter 2002. Ctenophthalmus truncatus ingår i släktet Ctenophthalmus och familjen mullvadsloppor. Inga underarter finns listade i Catalogue of Life.